# Allium eldivanense
Allium eldivanense är en amaryllisväxtart som beskrevs av Neriman Özhatay. Allium eldivanense ingår i släktet lökar, och familjen amaryllisväxter. Inga underarter finns listade i Catalogue of Life.